# Parafia św. Wojciecha Biskupa i Męczennika w Czeladzi
Parafia św. Wojciecha Biskupa i Męczennika w Czeladzi – rzymskokatolicka parafia należy do dekanatu czeladzkiego, w diecezji sosnowieckiej. Erygowana w 1986 roku.

## Historia
27 września 1983 roku bp częstochowski Stefan Bareła utworzył wikariat terenowy na osiedlu „XXXV-lecia PRL" w Czeladzi. Początkowo msze święte odprawiano w tymczasowym baraku. 
30 kwietnia 1986 roku dekretem bpa Stanisława Nowaka, została erygowana parafia, z wydzielonego terytorium parafii św. Stanisława Biskupa i Męczennika. W latach 1987–1990 zbudowano kaplicę, którą 15 kwietnia 1990 roku poświęcił bp Miłosław Kołodziejczyk. 25 marca 1992 roku parafia weszła w skład nowej diecezji sosnowieckiej. 
W 1993 roku rozpoczęto rozbudowę kaplicy według projektu arch. Zdzisława Pełczarskiego. 23 kwietnia 1996 roku nowy kościół poświęcił bp Adam Śmigielski.
Na terenie parafii jest 2 986 wiernych.
Proboszczowie parafii:
1986–1990. ks. Józef Klekot.
1990–2013. ks. kan. Marek Turlejski (dziekan będziński).
2013–2015. ks. Stanisław Rozner.
2015–2016.ks. Sławomir Rozner
2016– nadal ks. Włodzimierz Machura.

## Terytorium parafii
Ulice: Składkowskiego, Niepodległości, Legionów, Staszica, Siemianowicka, Parkowa, Bażantów